# Гилки, Арт
Артур Карр «Арт» Гилки (англ. Arthur Karr Gilkey; 25 сентября 1926, Колорадо, США — 10 августа 1953, Чогори, Пакистан) — американский учёный, — доктор геологических наук (посмертно), альпинист — участник американской экспедиции на К2 1953 года.

## Краткая биография
Артур Гилки родился вторым ребёнком в семье Милдред и Герберта Джеймса Гилки. Вырос в Эймсе (штат Айова), там же в 1949 году получил высшее образование в области геологии в Колледже Университета Айовы, в котором его отец (профессор) возглавлял кафедру теоретической и прикладной механики. Продолжил обучение в аспирантуре Колумбийского университета. В 1950 году получил степень магистра за исследования, проведённые на Ледниковом поле Джуно (Аляска) . В 1951-м на средства и по заданию Комиссии по атомной энергии США провёл геологические изыскания в районе горного массива Зуни (Нью-Мексико), которые легли в основу его докторской диссертации «Fracture Pattern of the Zuni Uplift» (с англ. — «Структура складчатости возвышенности Зуни»).
В 1953 году он был приглашён в экспедицию Чарльза Хьюстона на К2. До приглашения Арт провёл три сезона в национальном парке Гранд-Титон, работая горным гидом в Национальной школе альпинизма Петцольдта-Экзама (Petzoldt-Exum School), и был известен восхождением на Башню Дьявола, а также рядом блестящих восхождений в хребте Титон. В составе участников экспедиции Хьюстона Гилки считался одним из самых работоспособных альпинистов, но неожиданно для всех после пяти дней, проведённых в Лагере VIII (7770 метров) из-за штормовой погоды, у него развился тромбоз глубоких вен, и 10 августа руководитель экспедиции принял решение о немедленной эвакуации Арта вниз, несмотря ни на какие внешние факторы. Во время транспортировки Артура пришлось ненадолго оставить в крутом кулуаре, где чуть ранее произошёл срыв всех участников команды. Его, укутанного в спальный мешок, обмотанный, в свою очередь, разорванной палаткой, застраховали на склоне при помощи двух вогнанных в снег ледорубов, однако вернувшиеся за ним альпинисты нашли вместо Гилки только след недавно сошедшей лавины.
Останки Арта Гилки были обнаружены спустя ровно 40 лет (в 1993 году) у подножия Южной стены К2 участниками экспедиции Роджера Пейна.

## Память
В честь Артура Гилки назван исследованный им ледник на Аляске (Gilkey Glacier), вершина в парке Гранд-Титон (Gilkey Tower), его имя носит также одноимённый мемориальный фонд (Arthur K. Gilkey Memorial Fund), которым распоряжается Американский альпклуб, из средств которого оказывается материальная помощь учёным, проводящим научные изыскания по горной тематике.
Памяти Гилки участниками экспедиции 1953 года на стыке ледников ледников Балторо и Годвин-Остен — месте Базового лагеря большинства всех последующих экспедиций на К2 — был возведён памятный тур, со временем получивший его имя и ставший памятником всем погибшим на К2.